# Jurinella caeruleonigra
Jurinella caeruleonigra là một loài ruồi trong họ Tachinidae.